# Белорусское издательское общество
Белорусское издательское общество — белорусская общественная организация в Вильне в начале XX века.

## Основание общества
Основано 14 июля 1913 года в Вильно. Выпускало и продавало белорусские книги и календари. Сначала называлось Белорусское издательское товарищество.

## Издательская деятельность
В 1914 году выпустило в типографии М. Кухты 13 книг (общий тираж 42 тыс. экз.), в том числе «Родные образы» Т. Гущи (Я. Коласа), «Озимь» М. Горецкого, «Васильки» Ядвигина Ш, «Курганный цветок» К. Буйло, «Сигнал» В. Гаршина и др. Издало «Белорусские календари» на 1914, 1915 и 1916 годы.
Единственное дореволюционное белорусское издательство, платившее гонорар. Во время Первой мировой войны прекратило деятельность (в 1915 издало 2 книги).
Восстановлено в 1919 году. Выпускало научно-популярную, учебную и художественную литературу, календари. Наиболее интенсивно работало в 1926—1928, когда находилось под влиянием Белорусской крестьянско-рабочей громады. В этот период издало «Избранные произведения» Я. Коласа, «Демон» М. Лермонтова, «Судный день» В. Короленко, альманах западнобелорусской поэзии «Озимь веснохода», брошюры «Внешкольное образование» и «Об организации белорусской трудовой школы» С. Павловича и др. После разгрома Громады и «Змагання» руководство в обществе захватили правые соглашательские элементы, и оно вскоре пришло в упадок. В начале 1930-х распространителем прогрессивной литературы в Западной Белоруссии стало издательское т-во «Озимь» с центром в Белостоке.